# 聖家族 (政治思想書)

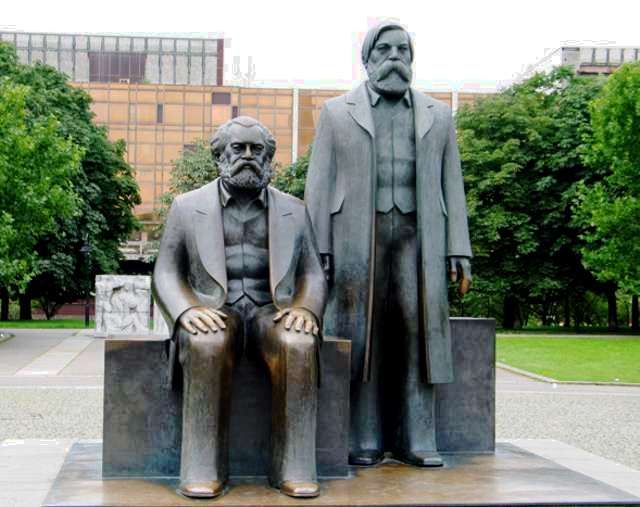
マルクスとエンゲルスの銅像（ベルリン）

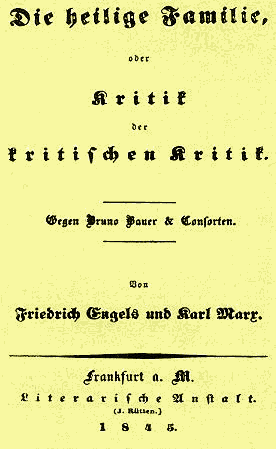
『聖家族』の表紙

『聖家族』（せいかぞく、『神聖家族』とも、独: Die heilige Familie）は、1844年11月にカール・マルクス及びフリードリヒ・エンゲルスが、青年ヘーゲル派や当時学界において隆盛を誇っていた思想潮流を批判すべく著した書籍。題名は出版社の提案により、ブルーノ・バウアーとその支持者への皮肉を込めて付けられたものである。
本書で批判の対象となったバウアーは、翌1845年に発表した論説「一八四二年」の中で、マルクスとエンゲルスが自らの主張を誤読しているとして徹底的に論駁した。これに対してマルクスは1846年1月、『社会の鑑』（Gesellschaftsspiege）誌上で応答すると共に、『ドイツ・イデオロギー』第1部第2章においても議論を行った。

## 成立の経緯
エンゲルスが1844年パリに滞在中、マルクスは2人で共同して青年ヘーゲル派批判を行うよう提案した。エンゲルスはマルクスの提案を受け入れ、ここに初の共同執筆計画が生まれたのみならず、終生にわたる友情が築かれることとなった。
話し合いを経て、2人は学界で主流となっていた青年ヘーゲル派の観念論的方法を批判する思想書の執筆計画に取りかかった。序文を共同で執筆し、本文はそれぞれが分担して書く約束だったものの、マルクスが大部分を物し、1844年11月末までに脱稿した。なお、マルクスは同年春ごろから『経済学・哲学草稿』に着手していたが、本書執筆のため作業は一旦中断となった。なお、フランスのユージン・シューによる通俗小説『パリの秘密』も批判の対象となっている。
タイトルの『聖家族』は、版元であるレーヴェンタール社の提案によるものである。キリスト教の批判的刷新を試みていたヘーゲル派の中でも、バウアー兄弟（ブルーノ、エドガー）への当て付けにも近い表現であり、それゆえ副題は「批判的批判の批判」となった。後にマルクスは「聖ブルーノ」とか「聖マックス」などと、ブルーノ一派に言及する際にこうした嫌味を多用する（『ドイツ・イデオロギー』第一部の第二編第三編の表題など）。

## 日本語訳
- 「神聖家族」河野密訳 マルクス全集 大鐙閣 1923　後に改訳して改造社版「マルクス・エンゲルス全集　第一巻」改造社に収録される。底本はメーリング版。
- 「聖家族」石堂清倫訳　岩波文庫　後に改訳して大月書店版「マルクス・エンゲルス全集　第二巻」大月書店に収録される。文庫版の底本はリヤザノフ編ＭＥＧＡ　改訳はデーツ社版ＭＥＷ。
- 「聖家族抄」中野正訳『マルクス・エンゲルス選集 第1巻 (ヘーゲル批判)』新潮社 1957　底本はＭＥＧＡと思われる。
- 「聖家族別名批判的批判の批判ブルーノ・バウアーとその一味を駁す(抜粋)」マルクス=エンゲルス8巻選集翻訳委員会訳『マルクス=エンゲルス8巻選集 第1巻』大月書店 1973　底本はＭＥＷか。
- 「聖家族」第六章 絶対的な批判的な批判、あるいはバウアー氏による批判的な批判（抜粋） 中山元訳 光文社古典新訳文庫 2014